# デュシェーヌ親父

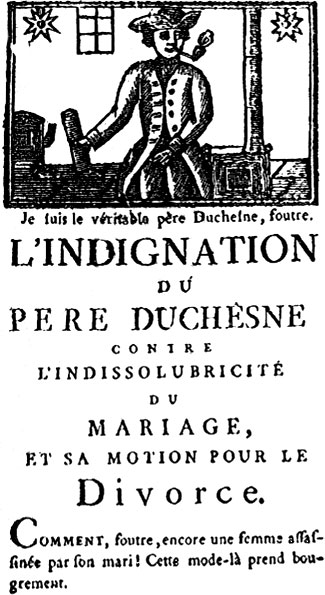
デュシェーヌ親父

『デュシェーヌ親父』（デュシェーヌおやじ、Le Père Duchesne）は、フランス革命時の1790年9月にジャック・ルネ・エベールが創刊した新聞。転じて、創刊者であるエベール本人を指すニックネームとしても用いられる。
右派を野卑な言葉で辛辣に罵倒し、貧困層から人気が高かったが、1794年のエベールの処刑により385号を以って廃刊した（最終号はエベールの死の11日前の3月13日号）。
その後、同名の新聞が1790年代以降、フランス7月革命、1848年革命、パリ・コミューンなどの動乱のたびに発行された（詳細はLe Père Duchesne (19th c.)を参照）。当然、オリジナルの新聞とこれらとは何の関係もない。